# Osa Massen
Osa Massen (Copenhague, Dinamarca; 13 de enero de 1914-Santa Mónica, Estados Unidos; 2 de enero de 2006), nacida con el nombre de Aase Madsen Iversen,  fue una actriz danesa que se convirtió en una actriz cinematográfica exitosa en Hollywood. Se nacionalizó ciudadana de los Estados Unidos en 1941.

## Trayectoria artística
Nacida en Copenhague, Dinamarca, empezó su carrera como fotógrafa periodística pero después se convirtió en actriz. Llegó a los Estados Unidos en 1937. Fue registrada como Aase Madsen-Iversen, una actriz danesa de 23 años, según el manifesto del S/S Normandie, en el que navegó desde Southampton, Inglaterra, partiendo el 18 de diciembre de 1937 y llegando al puerto de Nueva York el 23 de diciembre de 1937.
Su primera película fue Kidnapped (1935). Después interpretó a la mujer infiel de Melvyn Douglas que lidia con la chantajista Joan Crawford en Un rostro de mujer (1941). También apareció como una mujer misteriosa con algo que ocultar en la película  Deadline at Dawn (1946). También protagonizó con Lloyd Bridges la película Rocketship X-M (1950), la primera aventura espacial posterior a la Segunda Guerra Mundial.
Más tarde en su carrera, Massen apareció como invitada en muchos programas televisivos. Apareció tres veces en Perry Mason. En 1958 actuó como Lisa Bannister en "El caso de la hija desesperada", donde se reunía con su hija en la película Master Race Gigi Perreau y en 1959 actuó como Sarah Werner en "El caso del sueño destrozado". Su última aparición televisiva fue en 1962 cuándo interpretó a Lisa Pedersen en "El caso de la marca empañada".

## Vida personal
Estuvo casada tres veces, todas uniones breves, incluyendo a Allan Hersholt, hijo de Jean Hersholt, el 15 de diciembre de 1938.

## Muerte
Murió en Hollywood el 2 de enero de 2006, once días antes de cumplir 92 años a causa de una cirugía no especificada. Sus restos están enterrados en Westwood Village Memorial Park en Los Ángeles, con una placa que señala su nombre como Osa Massen Vogel.

## Filmografía
| Año  | Título                   | Personaje                | Observaciones |
| ---- | ------------------------ | ------------------------ | ------------- |
| 1935 | Kidnapped                | Grethe                   |               |
| 1935 | Bag Københavns kulisser  | Eva Lindemann            |               |
| 1939 | Honeymoon in Bali        | Noel Van Ness            |               |
| 1941 | Honeymoon for Three      | Julie Wilson             |               |
| 1941 | A Woman's Face           | Vera Segert              |               |
| 1941 | Accent on Love           | Osa                      |               |
| 1941 | You'll Never Get Rich    | Sonya                    |               |
| 1941 | The Devil Pays Off       | Valeria DeBrock          |               |
| 1942 | Iceland                  | Helga Jonsdottir         |               |
| 1943 | Background to Danger     | Ana Remzi                |               |
| 1943 | Jack London              | Freda Maloof             |               |
| 1943 | Undercover               | novia de marinero        | no acreditada |
| 1944 | The Black Parachute      | Marya Orloff             |               |
| 1944 | Cry of the Werewolf      | Elsa Chauvet             |               |
| 1944 | The Master Race          | Helena                   |               |
| 1946 | Tokyo Rose               | Greta Norburg            |               |
| 1946 | Deadline at Dawn         | Helen Robinson           |               |
| 1946 | The Gentleman Misbehaves | Chincilla                |               |
| 1946 | Strange Journey]         | Christine Jenner         |               |
| 1948 | Million Dollar Weekend   | Cynthia Strong           |               |
| 1949 | Night Unto Night         | Lisa                     |               |
| 1950 | Rocketship X-M           | Dra. Lisa Van Horn       |               |
| 1955 | Wiegenlied               | Ernestine Schumann-Heink |               |
| 1958 | Outcasts of the City     | Leda Mueller             |               |